# باکاری
باکاری (انگلیسی: Bacari؛ زادهٔ ۱۴ مارس ۱۹۸۸) بازیکن فوتبال اهل اسپانیا است.
از باشگاه‌هایی که در آن بازی کرده‌است می‌توان به باشگاه فوتبال رئال وایادولید و باشگاه فوتبال اسپانیول اشاره کرد.
وی همچنین در تیم ملی فوتبال گامبیا بازی کرده‌است.